# الکساندر ال جورج
الکساندر ال جورج (انگلیسی: Alexander L. George; ۳۱ مهٔ ۱۹۲۰ – ۱۶ اوت ۲۰۰۶) دانشمند در زمینه روابط بین‌الملل اهل ایالات متحده آمریکا بود.

## زندگی
والدین او از آشوریان ارومیه در شمال غربی ایران بودند. وی مدرک کارشناسی و کارشناسی ارشدش را در دانشگاه شیکاگو به دست آورد، و در همین دانشگاه دکترای خود را در رشته علوم سیاسی در سال ۱۹۵۸ دریافت کرد. به گفته دیوید هامبورگ او نخستین کسی بود که دانشمندان رفتاری را به مطالعه موضوعات «بسیار دردناک و خطرناک» مدیریت بحران هسته ای در دوران جنگ سرد سوق داد و دانش را مستقیماً به رهبران سیاست منتقل کرد. او همچنین استاد گراهام استوارت استاد سرشناس علوم سیاسی در دانشگاه استنفورد بود.

## جوایز
- جایزه بنکروفت ۱۹۷۵
- بورس تحصیلی، بنیاد جان دی و کاترین مکندهرتور در ۱۹۸۳
- جایزه NAS برای تحقیقات رفتاری مرتبط با جلوگیری از جنگ هسته ای از آکادمی ملی علوم. ۱۹۹۷
- ۱۹۹۸ جایزه یوهان در علوم سیاسی